# Salut d’amour
«Salut d’Amour» («Приветствие любви», в другом переводе — «Любовное приветствие»), Op. 12, — музыкальное произведение, созданное английским композитором-романтиком Эдуардом Элгаром в 1888 году, первоначально написанное для скрипки и фортепиано.

## История создания сочинения
Элгар закончил это сочинение в июле 1888 года, когда он был помолвлен с Кэролайн Эллис Робертс. Кэролайн Эллис была дочерью умершего к тому времени генерал-майора Генри Робертса и известной в своё время писательницей. Композитор преподавал ей музыку. Кэролайн Эллис была старше Элгара на восемь лет. Родственники выступали против её отношений с композитором, особое их возмущение вызывали его католицизм и низкое происхождение. 22 сентября 1888 года, когда Элгар вернулся в Лондон после длительного пребывания в доме своего друга доктора Чарльза Бака (Charles Buck) в городе Сетл, он преподнёс своё сочинение Кэролайн Эллис в качестве обручального подарка. Поскольку Робертс владела в совершенстве немецким языком, первоначальное название произведения — «Liebesgruss». Посвящение музыкального сочинения было написано на французском языке: «à Carice». Слово «Carice» было комбинацией двух имен: Кэролайн и Эллис. Это составное имя впоследствии было дано их дочери, которая родилась спустя два года.

## Публикация и первые исполнения произведения
Сочинение было впервые опубликовано издательством Schott & Ко в 1889 году. Композитор сам сделал транскрипции «Liebesgruss», поэтому издания произведения были осуществлены не только для скрипки и фортепиано, но и для фортепиано соло, а также для камерного оркестра. Позже издатель сменил название на «Salut d’Amour», оставив «Liebesgruss» только как подзаголовок. Принятое среди музыковедов объяснение этого — попытка создать более благоприятные условия для осуществления продаж на нотном европейском рынке, так как французский язык был более распространён в мире профессиональных музыкантов и любителей, чем немецкий.
Первое публичное исполнение состоялось в оркестровой версии на концерте в престижном зале дворца Crystal Palace 11 ноября 1889 года под управлением британского дирижёра немецкого происхождения Август Фридрих Маннс. Первая запись произведения была произведена в 1915 году для британской фирмы Gramophone Company также в оркестровой версии, на этот раз под управлением самого композитора.
- Crystal Palace - место первого исполнения «Salut d’Amour».
- Сетл - небольшой английский город, где было написано сочинение.
- Композитор Эдуард Элгар

## Влияние
«Salut d’Amour» стало одним из самых известных произведений Элгара, оно вдохновило музыкантов на многочисленные транскрипции для различных инструментов и ансамблей.
Существует также версия сочинения в форме песни «Woo thou, Sweet Music» на слова Элис Чеймберс Бантен.